# Consitrans
Consitrans este o companie de consultanță, proiectare și asistență tehnică în construcții din România.
Compania a fost înființată în anul 1991 și este deținută de firma Hanganu.
După ce a căpătat experiență lucrând ca subcontractor pentru nume mari ca Louis Berger (SUA), BCEOM (Franța) sau Inocsa, Consitrans este în prezent una dintre cele mai importante companii de consultanță în infrastructura de drumuri din România.